# Le Glaizil
Le Glaizil település Franciaországban, Hautes-Alpes megyében. Lakosainak száma 176 fő (2022. január 1.). Le Glaizil Le Noyer, Saint-Firmin, Beaufin, Monestier-d’Ambel, Dévoluy és Aubessagne községekkel határos.

## Népesség
A település népességének változása:
| Lakosok száma | 155  | 175  | 169  | 166  | 183  | 174  | 166  | 160  | 166  | 176  |
|               | 1968 | 1982 | 1990 | 2006 | 2013 | 2015 | 2017 | 2019 | 2020 | 2022 |